# Greenup (Illinois)
Pour les articles homonymes, voir Greenup.
Greenup est un village du comté de Cumberland dans l'Illinois, aux États-Unis,. Il est situé le long de la rivière Embarras. Le village est incorporé le 20 juillet 1875.

## Source de la traduction
- (en) Cet article est partiellement ou en totalité issu de l’article de Wikipédia en anglais intitulé « Greenup, Illinois » (voir la liste des auteurs).